# Canton de Villeneuve-sur-Lot-2
Le canton de Villeneuve-sur-Lot-2 est une circonscription électorale française du département de Lot-et-Garonne.

## Histoire
Un nouveau découpage territorial de Lot-et-Garonne entre en vigueur à l'occasion des élections départementales de 2015. Il est défini par le décret du 26 février 2014, en application des lois du 17 mai 2013 (loi organique 2013-402 et loi 2013-403). Les conseillers départementaux sont, à compter de ces élections, élus au scrutin majoritaire binominal mixte. Les électeurs de chaque canton élisent au Conseil départemental, nouvelle appellation du Conseil général, deux membres de sexe différent, qui se présentent en binôme de candidats. Les conseillers départementaux sont élus pour 6 ans au scrutin binominal majoritaire à deux tours, l'accès au second tour nécessitant 12,5 % des inscrits au 1er tour. En outre la totalité des conseillers départementaux est renouvelée. Ce nouveau mode de scrutin nécessite un redécoupage des cantons dont le nombre est divisé par deux avec arrondi à l'unité impaire supérieure si ce nombre n'est pas entier impair, assorti de conditions de seuils minimaux. En Lot-et-Garonne, le nombre de cantons passe ainsi de 40 à 21.
Le canton de Villeneuve-sur-Lot-2 est formé de communes des anciens cantons de Villeneuve-sur-Lot-Sud (4 communes) et de Penne-d'Agenais (1 commune) et d'une fraction de la commune de Villeneuve-sur-Lot. Il est entièrement inclus dans l'arrondissement de Villeneuve-sur-Lot. Le bureau centralisateur est situé à Villeneuve-sur-Lot.

## Représentation
| Période élective | Période élective | Mandat | Mandat   | Identité                | Nuance | Nuance | Qualité |
| ---------------- | ---------------- | ------ | -------- | ----------------------- | ------ | ------ | --- |
| 2015             | 2021             | 2015   | 2021     | Patrick Cassany         |        | PS     | Agent immobilier, maire de Villeneuve-sur-Lot (2012-2020), conseiller municipal (opposition) depuis 2020 Président de l'agglomératon du Grand Villeneuve (jusqu'en 2020) Premier Vice-Président du Conseil départemental Ancien conseiller général du Canton de Villeneuve-sur-Lot-Sud (2001-2015) |
| 2015             | 2021             | 2015   | 2021     | Catherine Joffroy       |        | PS     | Avocate, Villeneuve-sur-Lot 8ème Vice-Présidente du Conseil départemental |
| 2021             | 2028             | 2021   | en cours | Thomas Bouyssonnie      |        | DVG    | Avocat, conseiller municipal de Villeneuve-sur-Lot Membre de la GRS |
| 2021             | 2028             | 2021   | en cours | Annie Messina-Ventadoux |        | EELV   | Pédiatre, vice-présidente chargée des personnes âgées et des personnes handicapées. |

### Résultats détaillés

#### Élections de mars 2015
À l'issue du 1er tour des élections départementales de 2015, deux binômes sont en ballottage : Etienne Bousquet-Cassagne et Hélène Pain (FN, 35,76 %) et Patrick Cassany et Catherine Joffroy (PS, 30,35 %). Le taux de participation est de 53,33 % (6 924 votants sur 12 984 inscrits) contre 57,81 % au niveau départemental et 50,17 % au niveau national.
Au second tour, Patrick Cassany et Catherine Joffroy (PS) sont élus avec 54,2 % des suffrages exprimés et un taux de participation de 58,34 % (3 718 voix pour 7 575 votants et 12 984 inscrits).

#### Élections de juin 2021
Le premier tour des élections départementales de 2021 est marqué par un très faible taux de participation (33,26 % au niveau national). Dans le canton de Villeneuve-sur-Lot-2, ce taux de participation est de 31,17 % (3 992 votants sur 12 809 inscrits) contre 39,29 % au niveau départemental. À l'issue de ce premier tour, deux binômes sont en ballottage : Thomas Bouyssonnie et Annie Messina-Ventadoux (Union à gauche, 40,05 %) et Catherine Lévêque et Brice Vogler (Union au centre et à droite, 25,56 %).
Le second tour des élections est marqué une nouvelle fois par une abstention massive équivalente au premier tour. Les taux de participation sont de 34,36 % au niveau national, 41,08 % dans le département et 32,83 % dans le canton de Villeneuve-sur-Lot-2. Thomas Bouyssonnie et Annie Messina-Ventadoux (Union à gauche) sont élus avec 51,27 % des suffrages exprimés (1 993 voix pour 4 205 votants et 12 807 inscrits),,.

## Composition
| Nom                                        | Code Insee | Intercommunalité         | Superficie (km2) | Population (dernière pop. légale)               | Densité (hab./km2) | Modifier                                    |
| ------------------------------------------ | ---------- | ------------------------ | ---------------- | ----------------------------------------------- | ------------------ | ------------------------------------------- |
| Villeneuve-sur-Lot (bureau centralisateur) | 47323      | CA du Grand Villeneuvois | 81,32            | Fraction : 7 649 (2022) Commune : 22 004 (2022) | 271                | modifier les données · modifier les données |
| Bias                                       | 47027      | CA du Grand Villeneuvois | 12,29            | 2 965 (2022)                                    | 241                | modifier les données · modifier les données |
| Hautefage-la-Tour                          | 47117      | CA du Grand Villeneuvois | 20,75            | 1 028 (2022)                                    | 50                 | modifier les données · modifier les données |
| Pujols                                     | 47215      | CA du Grand Villeneuvois | 24,98            | 3 776 (2022)                                    | 151                | modifier les données · modifier les données |
| Saint-Antoine-de-Ficalba                   | 47228      | CA du Grand Villeneuvois | 10,93            | 714 (2022)                                      | 65                 | modifier les données · modifier les données |
| Sainte-Colombe-de-Villeneuve               | 47237      | CA du Grand Villeneuvois | 18,92            | 498 (2022)                                      | 26                 | modifier les données · modifier les données |
| Canton de Villeneuve-sur-Lot-2             | 4721       |                          |                  | 16 630 (2022)                                   |                    | modifier les données                        |

Le canton de Villeneuve-sur-Lot-2 comprend :
1. cinq communes entières,
2. la partie de la commune de Villeneuve-sur-Lot située sur la rive gauche du Lot.

## Démographie
En 2022, le canton comptait 16 630 habitants, en évolution de +0,48 % par rapport à 2016 (Lot-et-Garonne : −0,18 %, France hors Mayotte : +2,11 %).
| 2013   | 2018   | 2022   |
| ------ | ------ | ------ |
| 17 275 | 16 701 | 16 630 |